# Sarandë
Sarandë là một đô thị trong quận Sarandë thuộc hạt Vlorë, Albania. Dân số năm 2005 là 15259 người.